# 馬希知
马希知（930年之前—？），马楚武穆王马殷庶子，排行不详。
马希知在楚国没有官职，楚国灭亡随哥哥马希崇十九人住在南唐的扬州。周世宗显德三年（956年）后周攻克扬州，周世宗下诏安抚马氏兄弟。后来南唐收复扬州，马希知随周世宗到达开封，马希知被周世宗任命为节度行军司马，卒年不详。